# مارغريت بيلي سبنسر
مارغريت بيلي سبنسر (بالإنجليزية: Margaret Beale Spencer)‏ هي عالمة نفس أمريكية، ولدت في القرن العشرين.